# Аньян
Анья́н (кит. упр. 安阳, пиньинь Ānyáng, палл. Аньян) — городской округ в провинции Хэнань КНР, чуть к северу от средней части бассейна Хуанхэ. На этой территории обнаружено большое количество предметов, которые относят к периоду династии Шан (1562—1027 гг. до н. э.). Считается, что здесь располагалась столица этого царства — Инь. Территория древнего города (Иньсюй, «останки Инь») включена в список всемирного наследия ЮНЕСКО.

## История

### Археологические находки

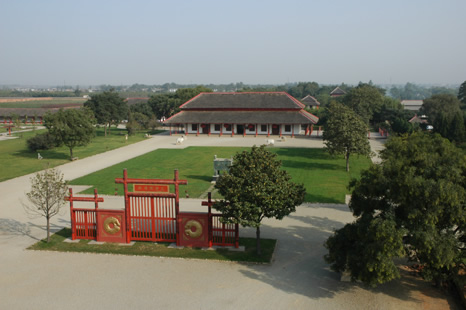
Археологическая зона Иньсюй

В конце 1920-х годов здесь были открыты городище и могильники эпохи развитой бронзы. Археологи нашли огромный архив надписей на гадательных костях, расшифровка которых позволила решить многие исследовательские задачи, в частности отождествить городище близ Аньяна (деревня Сяотунь) с хорошо известным по древним письменным памятникам государством Шан-Инь. Этот очаг цивилизации просуществовал около двух-трёх веков (XIII-XI века до н. э.), что не согласуется с материалом «Ши цзи» Сыма Цяня, где утверждается, что развитие государство Шан началось ранее. После чжоуского завоевания в конце XI в. до н. э. иньская столица была разрушена.
В отличие от эрлитоу-эрлиганского комплекса, сложившегося на основе культуры Луншань, здесь присутствуют письменность и царские гробницы. Письмо в аньянском архиве предстаёт в виде гадательных надписей со многими сотнями идеограмм-иероглифов и хорошо продуманным календарём с циклическими знаками (см. цзягувэнь).
В царских гробницах рядом с царственным покойником были найдены сотни сопровождающих его на тот свет сподвижников, жён и слуг, а также великолепные изделия из бронзы, камня, кости и дерева (оружие, украшение, сосуды с высокохудожественным орнаментом и горельефными изображениями) и, самое главное, боевые колесницы с тонкими и прочными колёсами со множеством спиц, а также запряжённые в них боевые лошади. Последняя находка особенно уникальна, так как колесницы и одомашненные лошади этого периода были найдены лишь на Ближнем Востоке (митаннийцы и хетты). Бронзовое оружие было украшено в «зверином стиле».

### В императорском Китае
После того, как царство Цинь впервые в истории объединила Китай в единую империю, здесь был создан уезд Аньян (安阳县). При империи Хань он был присоединён к уезду Данъинь (荡阴县), однако затем воссоздан. Начиная с империи Восточная Хань основная часть территории современного городского округа управлялась властями округа Вэйцзюнь (魏郡), размещавшимися в Ечэне. При империи Северная Вэй в 401 году была образована область Сянчжоу (相州), власти которой также разместились в Ечэне. Восточная Вэй сделала Ечэн своей столицей, и уезды Аньян и Данъинь были присоединены к уезду Есянь (邺县). При империи Северная Чжоу в ходе кампании против мятежного генерала Юйчи Цзюна чэнсян Ян Гуань в 580 году сжёг Ечэн, после чего власти уезда Есянь, округа Вэйцзюнь и области Сянчжоу были вынуждены перебраться в расположенный южнее Аньян.
При империи Суй в 583 году административное деление страны стало двухуровневым: она стала делиться на области-чжоу и уезды-сянь; Аньян стал местом размещения властей области Сянчжоу и уезда Есянь. В 590 году власти уезда Есянь вернулись на место прежнего Ечэна, а в этих местах был вновь создан уезд Аньян. В 605 году были упразднены области-чжоу и вновь созданы округа-цзюнь; соответственно, была упразднена область Сянчжоу и вновь создан округ Вэйцзюнь из 11 уездов, власти которого разместились в Аньяне. В конце империи Суй на территории современного уезда Хуасянь началось одно из крупнейших антиправительственных восстаний.
После образования империи Тан округ Вэйцзюнь был в 618 году опять преобразован в область Сянчжоу (в составе 8 уездов). Во время мятежа Ань Лушаня район Аньяна стал одной из основных зон боевых действий, что привело к массовому обнищанию населения.
В чжурчжэньской империи Цзинь область Сянчжоу была в 1192 году поднята в статусе до Чжандэской управы (彰德府), которой подчинялось 5 уездов. В монгольской империи Юань Чжандэская управа была переименована в Чжандэский регион (彰德路); при империи Мин она вновь стала Чжандэской управой (в подчинении которой находились 6 уездов и 1 область). После Синьхайской революции в Китае была проведена реформа структуры административного деления, и в 1913 году управы и области были упразднены.

### Современная история
После победы в гражданской войне коммунистами была в августе 1949 года создана провинция Пинъюань, и Аньян стал её городом провинциального подчинения; одновременно с этим был создан Специальный район Аньян (安阳专区), состоящий из шести уездов. 30 ноября 1952 года провинция Пинъюань была расформирована, и Аньян перешёл в состав провинции Хэнань, по-прежнему оставаясь городом провинциального подчинения; специальный район Аньян, власти которого разместились в уезде Пуян, также перешёл в состав провинции Хэнань. В 1958 году Специальный район Аньян был присоединён к Специальному району Синьсян (新乡专区). В 1960 году уезд Аньян был присоединён к городу Аньян, однако в 1961 году был воссоздан.
Постановлением Госсовета КНР от 19 декабря 1961 года был вновь образован Специальный район Аньян; в него вошли города Аньян, Хэби, и уезды Аньян, Пуян, Линьсянь, Хуасянь, Цинфэн, Наньлэ, Танъинь, Нэйхуан, Цзюньсянь и Чанъюань. В 1968 году Специальный район Аньян был переименован в Округ Аньян (安阳地区). В 1983 году округ Аньян и город Аньян были расформированы, и были созданы городские округа Аньян и Пуян; районы бывшего города Аньян стали районами городского округа Аньян. В 1986 году из состава городского округа Пуян в состав городского округа Аньян были переданы уезды Нэйхуан и Хуасянь.
В 1986 году из городского округа Аньян был выделен городской округ Хэби.
В 2014 году уезд Хуасянь был выведен из состава Аньяна, и стал подчиняться напрямую властям провинции Хэнань.
В 2016 году уезд Аньян сильно уменьшился в размерах: больше половины его территории было передано в состав четырёх районов городского подчинения.

## Административно-территориальное деление
Городской округ Аньян делится на 4 района, 1 городской уезд, 3 уезда:
| Карта                                                                 | Карта    | Карта     | Карта         | Карта         | Карта            |
| --------------------------------------------------------------------- | -------- | --------- | ------------- | ------------- | ---------------- |
| ① ② Иньду Лунъань Аньян Танъинь Нэйхуан Линьчжоу ① Вэньфэн ② Бэйгуань |          |           |               |               |                  |
| Статус                                                                | Название | Иероглифы | Пиньинь       | Площадь (км²) | Население (2007) |
| Район                                                                 | Вэньфэн  | 文峰区    | Wénfēng qū    | 179           | 380 000          |
| Район                                                                 | Бэйгуань | 北关区    | Běiguān qū    | 59            | 240 000          |
| Район                                                                 | Иньду    | 殷都区    | Yīndū qū      | 69            | 250 000          |
| Район                                                                 | Лунъань  | 龙安区    | Lóng'ān qū    | 236           | 220 000          |
| Городской уезд                                                        | Линьчжоу | 林州市    | Línzhōu shì   | 2046          | 1 060 000        |
| Уезд                                                                  | Аньян    | 安阳县    | Ānyáng xiàn   | 1196          | 934 000          |
| Уезд                                                                  | Танъинь  | 汤阴县    | Tāngyīn xiàn  | 646           | 460 000          |
| Уезд                                                                  | Нэйхуан  | 内黄县    | Nèihuáng xiàn | 1161          | 730 000          |

## Экономика
Являясь одной из восьми древних столиц Китая, родиной гадательных надписей на черепашьих костях и панцирях, а также местом происхождения «Чжоу И», Аньян привлекает многочисленных туристов.

## Достопримечательности
- Музей Иньсюй[3]
- Музей китайских иероглифов